# Simfonia núm. 8 (Holmboe)
La Simfonia núm. 8 Sinfonia Boreale, op. 56, va ser escrita pel compositor danès Vagn Holmboe el 1951. Es va estrenar el 5 de març de 1953 a Copenhaguen, interpretada per l'Orquestra Simfònica de la Ràdio Danesa dirigida per Paul Kletzki. Té una durada d'uns 35 minuts.

## Moviments
- I. Allegro molto intensivo
- II. Tempo giusto
- III. Andante con moto
- IV. Allegro passionato

## Origen i context
El subtítol Sinfonia Boreale revela clarament les arrels nòrdiques del compositor. A la Vuitena, Holmboe combina els quatre moviments clàssics de la simfonia amb les estrictes exigències de la metamorfosi, tal com ell l'anomena. El procés de metamorfosi s'inicia amb el motiu de quatre notes que el clarinet baix interpreta només començar. A partir d'aquí, els quatre moviments comparteixen materials amb motius i submotius bàsics.

## Recepció
L'estrena de la simfonia va ser ben rebuda, i la crítica va destacar l'ús innovador de la metamorfosi i la profunditat emocional de l'obra. El crític Paul la Cour, en una conferència posterior, va elogiar la serietat i puresa de la simfonia, destacant com Holmboe va aconseguir fer una obra que, tot i ser profundament personal, implicava i inspirava l'oient.

## Instrumentació
La simfonia va ser escrita per a una gran orquestra formada per 3 flautes (1 doblant flautí), 3 oboès (o corn anglès), 3 clarinets (1 doblant clarinet baix), 2 fagots (1 doblant contrafagot) - 4 trompes, 3 trompetes, 3 trombons, 1 tuba, timbales, percussió (3 músics) i cordes.